# United-Nations-Organization-Flug 834
Auf dem United-Nations-Organization-Flug 834 (Funkrufzeichen: UNO 834) ereignete sich am 4. April 2011 ein schwerer Flugunfall, als die eingesetzte Bombardier CRJ100ER der Georgian Airways, mit der ein Charterflug der Vereinten Nationen von Kisangani nach Kinshasa durchgeführt wurde, infolge von Scherwinden abstürzte. Bei dem Unfall kamen 32 Insassen ums Leben, nur ein Passagier (Francis Mwamba) überlebte.

## Maschine
Bei dem verunfallten Flugzeug handelte es sich Bombardier CRJ100ER, die zum Zeitpunkt des Unfalls 15,9 Jahre alt war. Die Maschine mit der Werknummer 7070 wurde im Werk von Bombardier Aerospace am Flughafen Montréal-Mirabel endmontiert und absolvierte ihren Erstflug mit dem Testkennzeichen C-FMKW. Die Maschine wurde dann am 9. Juni 1995 an die französische Brit Air erstausgeliefert, welche sie mit dem Luftfahrzeugkennzeichen F-GRJA zuließ und sie im Namen sowie mit einer Bemalung der Air France betrieb. Die Georgian Airways übernahm die Maschine zum 28. September 2007 und ließ sie mit dem Luftfahrzeugkennzeichen 4L-GAE zu. Seit Juli 2008 wurde die Maschine für die Vereinten Nationen betrieben. Das zweistrahlige Regionalverkehrsflugzeug war mit zwei Turbojettriebwerken des Typs General Electric CF34-3A1 ausgestattet. Die Maschine war zum Unfallzeitpunkt mit UN-Schriftzügen versehen.

## Besatzung
Es befand sich eine vierköpfige Flugbesatzung an Bord der Maschine, bestehend aus einem Flugkapitän, einem Ersten Offizier und zwei Flugbegleiterinnen. Alle vier Besatzungsmitglieder gehörten der Georgian Airways an und verfügten über die georgische Staatsangehörigkeit. Flugkapitän war der 27-jährige Alexej Oganesjan, der über 2.811 Stunden Flugerfahrung verfügte, wovon er 1.622 Stunden mit der Bombardier CRJ-100 absolviert hatte, darunter 217 Stunden als Flugkapitän und 1.405 Stunden als Erster Offizier. Erster Offizier war der 22-jährige Suliko Zuzkiridse, der weitaus weniger erfahren war als Kapitän Oganesjan, und nur 495 Flugstunden sowie 344 Stunden auf der CRJ-100 vorzuweisen hatte.

## Passagiere

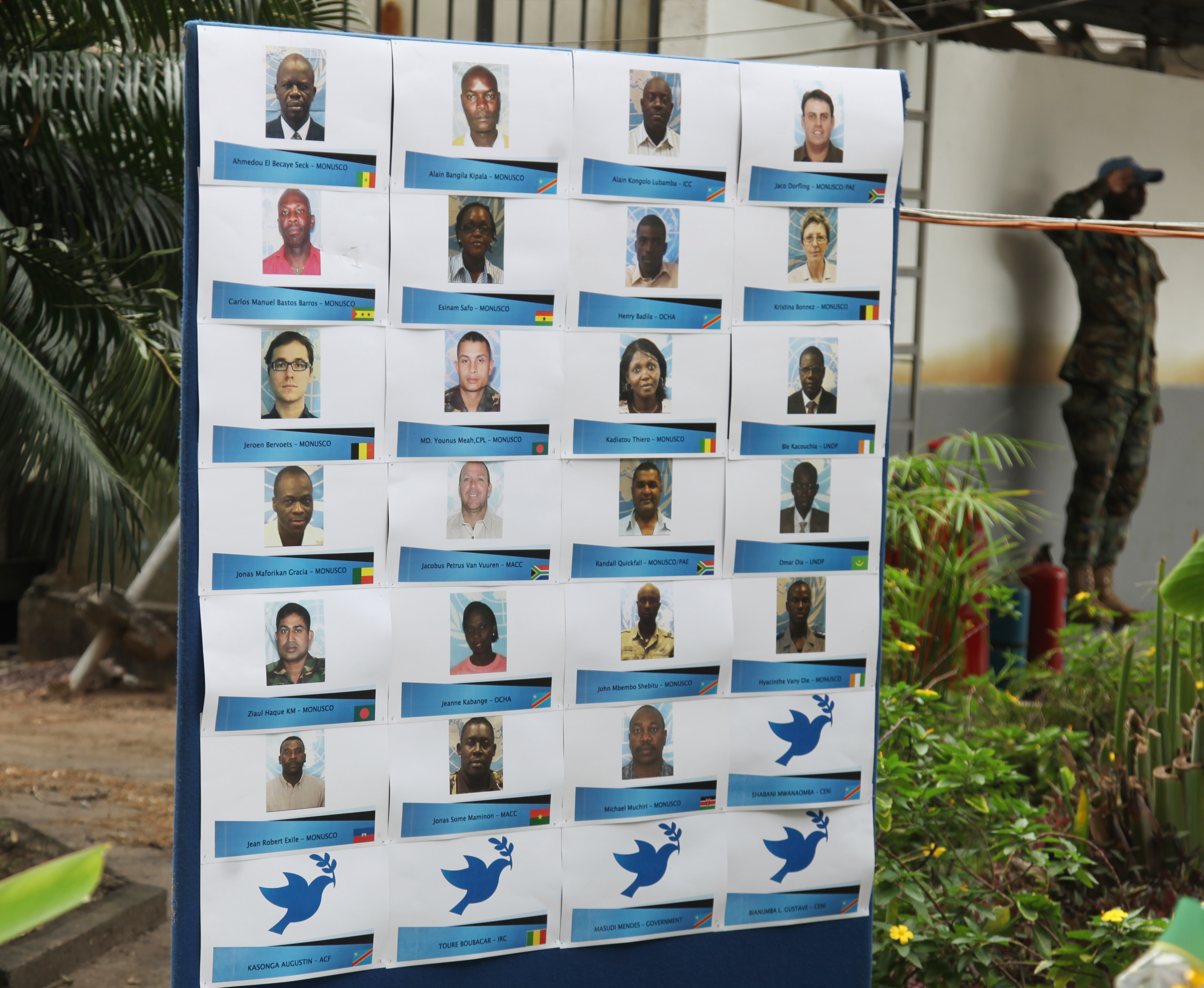
Tafel mit den Namen aller getöteten Passagiere

Den Charterflug im Auftrag der Mission de l’Organisation des Nations Unies en République Démocratique du Congo (MONUSCO), einer Unterorganisation der Vereinten Nationen, hatten 29 Passagiere angetreten. Unter den Passagieren befanden sich 20 UNO-Mitarbeiter sowie fünf Angehörige von Nichtregierungsorganisationen aus der Demokratischen Republik Kongo. UN-Flüge galten zum Unfallzeitpunkt in der Demokratischen Republik Kongo als am besten verfügbare Möglichkeit zum Personentransport, die geflogene Strecke war zudem die meistgeflogene im Land.
| Staatsangehörigkeit          | Passagiere | Besatzung | Gesamt |
| ---------------------------- | ---------- | --------- | ------ |
| Demokratische Republik Kongo | 10         | -         | 10     |
| Georgien                     | -          | 4         | 4      |
| Südafrika                    | 3          | -         | 3      |
| Belgien                      | 2          | -         | 2      |
| Bangladesch                  | 2          | -         | 2      |
| Elfenbeinküste               | 2          | -         | 2      |
| Mali                         | 2          | -         | 2      |
| Benin                        | 1          | -         | 1      |
| Ghana                        | 1          | -         | 1      |
| Mauretanien                  | 1          | -         | 1      |
| São Tomé und Príncipe        | 1          | -         | 1      |
| Kenia                        | 1          | -         | 1      |
| Burkina Faso                 | 1          | -         | 1      |
| Haiti                        | 1          | -         | 1      |
| Senegal                      | 1          | -         | 1      |
| Gesamt                       | 29         | 4         | 33     |

## Unfallhergang
Am 4. April 2011 sollte mit der Bombardier CRJ100ER der Georgian Airways (4L-GAE) unter Verwendung des Funkrufzeichens UNO 834 ein Charterflug für die Vereinten Nationen von Kinshasa nach Kisangani und anschließend wieder zurück nach Kinshasa durchgeführt werden. Der erste Abschnitt des Fluges verlief ohne besondere Vorkommnisse. Für den Rückflug nach Kinshasa wurden in Kisangani 594 kg Gepäck verladen. Die Maschine wurde durch den Flugkapitän gesteuert, der Erste Offizier war der Pilot Not Flying. Die Maschine hob um 11:18 Uhr Ortszeit ab und stieg nach dem Start auf Flugfläche 300. Um 12:39 Uhr erbaten die Piloten eine Freigabe zum Sinkflug auf Flugfläche 100, die anschließend erteilt wurde. Derweil wurde die Besatzung vom bordeigenen Wetterradar vor Unwettern um und über dem Flughafen gewarnt. Um 12:49 Uhr erbaten die Piloten erneut die neuesten Wetterinformationen bei der Flugsicherung in Kinshasa. Sie wurden darüber informiert, dass der Wind aus 210 Grad mit einer Windstärke von acht Knoten wehe und die Sichtweite acht Kilometer betrage. Der Flugplatzwetterbericht METAR wies zudem Starkregen und Gewitter aus. Der Maschine wurde die Landefreigabe erteilt. Das Flugzeug stürzte um 13:56 Uhr Ortszeit (12:56 UTC) an der Landebahn 24 des Flughafens N'djili ab. Die Maschine schlug hart auf und brach entzwei, ein Brand brach aus. Der Punkt des Aufpralls befand sich 170 Meter nach links und querab der Landebahn 24, die Aufprallgeschwindigkeit betrug 330 km/h (180 Knoten). Die Flugzeugnase war beim Aufprall um 10 Grad nach unten ausgerichtet. Nach dem Aufprall sprang die Maschine auf, wobei das Fahrwerk, die Triebwerke, die Tragflächen und das Leitwerk abgerissen wurden. Sie schlitterte weiter über den Boden, begann auseinanderzubrechen und überschlug sich.

## Opfer
Die Schwere des Unfalls führte bei den Insassen zu schwersten äußeren und inneren Verletzungen. Die meisten Insassen waren infolge des Unfalls sofort tot, einige überlebten zunächst mit schwersten Verletzungen. Alle bis auf einen lebend ins Krankenhaus eingelieferten Passagier erlagen ihren schweren Verletzungen. Von den 33 Personen an Bord der Maschine überlebte nur der kongolesische Journalist Francis Mwamba, der bei dem Unfall schwer verletzt wurde.

## Reaktionen
Der Sicherheitsrat der Vereinten Nationen sowie die Regierung der USA drückten nach dem Unfall ihr Mitgefühl aus.

## Unfalluntersuchung
Die MONUSCO berief nach dem Unfall eine Arbeitsgruppe ein, die den Unfall untersuchen sollte.

### Flugschreiber
Der Cockpit Voice Recorder und der Flugdatenschreiber konnten nach dem Unfall geborgen werden. Der Flugdatenschreiber hatte während des Unfalls Beschädigungen erlitten, weshalb ein unmittelbares Herunterladen der Daten nicht möglich war. Die Flugsicherheitsbehörde musste die Daten mittels alternativer Verfahren sichern. Die Daten wurden anschließend an das Transportation Safety Board of Canada übermittelt, welches diese weiter auswertete. Es stellte sich heraus, dass die Daten des Flugdatenschreibers einen guten Überblick über die Ereignisfolge geben konnten, die zu dem Unfall geführt hatte. Aus den gesicherten Daten ging hervor, dass alle Systeme zum Unfallzeitpunkt normal funktionierten. Während des Fluges wurden keine technischen Fehlfunktionen aufgezeichnet.
Auf dem Cockpit Voice Recorder wurde ein umfassendes Gespräch zwischen den Piloten hinsichtlich der vorherrschenden Wetterverhältnisse entlang der Flugstrecke sowie in Kinshasa aufgezeichnet. Erste Anhaltspunkte dafür, dass der Besatzung das Vorhandensein von schwierigen Wetterverhältnissen entlang der Strecke bewusst wurde, ließen sich bei 12:37 Uhr vernehmen. Die Piloten erhielten eine entsprechende Anzeige auf ihrem bordeigenen Wetterradar. Die Maschine befand sich zu diesem Zeitpunkt zwischen den Knotenpunkten GURUT und UDRID und damit in 100 Seemeilen Entfernung zum Zielflughafen. Um 12:38 Uhr diskutierten die Piloten nochmals die Wetterlage, wobei der Flugkapitän anmerkte, dass die Radarkeule eindeutig Gewitterwolken anzeige. Die Piloten diskutierten auch, dass die Wolken sich in Bewegung befanden und innerhalb der 10 Minuten, die die Maschine noch brauchte, um den Flughafen zu erreichen, über diesen hinweggezogen sein sollten. Zwischenzeitlich diskutierten die Piloten, ob es sich bei den empfangenen Wetterradarkeulen um Bodenechos oder tatsächliche Indikatoren für ein Unwetter handele. Der Erste Offizier bestätigte schließlich, dass letzteres der Fall sei. Der Erste Offizier äußerte um 12:45 Uhr, dass die Radarkeule, die das Wetterradar anzeige, sehr groß sei.
Als sich die Maschine 32 nautische Meilen vom Zielflughafen entfernt befand, wies der Flugkapitän den Ersten Offizier an, sich nochmals nach den Wetterverhältnissen zu erkundigen, zumal die Flugsicherung zuvor Sichtweiten von 10.000 Metern angegeben hatte, während die Parameter des Wetterradars wesentlich schwierigere Wetterverhältnisse erahnen ließen. Die Piloten eruierten Optionen, die Wetterfront durch- oder umzufliegen. Erneut zeichneten die Stimmenrekorder auf, wie sich der Erste Offizier darüber beklagte, wie groß die auf dem Wetterradar angezeigten Gewitterzellen seien. Er schlug vor, abzuwarten und zehn Minuten lang Warteschleifen zu fliegen, da die Gewitterzelle sich fortzubewegen schien. Der Flugkapitän antwortete nicht auf den Vorschlag des Ersten Offiziers. Er sichtete die Landebahn um 12:54 Uhr. Eine Minute später zeichnete der Cockpit Voice Recorder eine Overspeed-Warnung auf, da die Auftriebshilfen bei einer Geschwindigkeit ausgefahren wurden, die über der für diesen Vorgang höchstzulässigen lag. Ab 12:56:21 Uhr bis zum Ende der Aufzeichnung zeichnete der Cockpit Voice Recorder das Geräusch von Regen auf, der auf das Cockpit auftrifft. Um 12:56 Uhr rief der Kapitän ein Durchstartkommando aus und wies den Ersten Offizier an, die Auftriebshilfen auf 8 Grad zu stellen. Die Fluggeschwindigkeit betrug zu diesem Zeitpunkt 156 Knoten (ca. 289 km/h), die Maschine befand sich 66 Meter über dem Boden. Der Schub wurde für das Durchstarten auf etwa 80 bis 90 Prozent erhöht, die Flugzeugnase wurde um acht Grad nach oben ausgerichtet, wobei sich der Nickwinkel anschließend reduzierte. Das Fahrwerk wurde nicht eingefahren. Die Daten des Flugdatenschreibers wiesen aus, dass die Maschine, als sie sich in einer Höhe von 121 Metern im Steigflug mit um vier bis fünf Grad nach oben ausgerichteter Flugzeugnase bei einer Fluggeschwindigkeit von 149 Knoten (ca. 276 km/h) befand, um 12:56 Uhr von externen Kräften erfasst wurde, welche bewirkten, dass die Flugzeugnase sich innerhalb von fünf Sekunden auf sieben Grad nach unten ausrichtete. In derselben Minute aktivierte sich eine Scherwindwarnung, der Nickwinkel erhöhte sich auf −9 bis −10 Grad und die Fluggeschwindigkeit erhöhte sich auf 180 Knoten (ca. 330 km/h). Die Maschine begann schnell an Höhe zu verlieren. Der Aufprall auf dem Boden erfolgte noch in derselben Minute, aus den Aufzeichnungen des Flugdatenschreibers ging hervor, dass die Piloten noch im letzten Augenblick versucht hatten, die Flugzeugnase durch Steuerbefehle an die Höhenruder hochzuziehen.

### Mögliche Fehler der Besatzung
Nachdem die Ermittler bemerkt hatten, dass die Besatzung ein nicht standardgemäßes Anflugprofil geflogen war, untersuchten sie die durch dieselbe Besatzung durchgeführten Anflugprofile auf den vorangegangenen fünf Flügen. Hierbei konzentrierten sich die Ermittler insbesondere auf die Daten der letzten zehn Minuten der Anflüge. Aus den Daten ging hervor, dass die Besatzung auf zwei Flügen mit mehr als 250 Knoten (ca. 460 km/h) unter eine Flughöhe von 3.000 Metern gesunken war, was nicht den vorgeschriebenen Anflugprozeduren entsprach. Bei einem der beiden betroffenen Flüge war die Maschine selbst in einer Flughöhe von 1.600 Metern noch über 250 Knoten schnell.
Die Aufzeichnungen des Stimmenrekorders gaben Aufschluss darüber, dass die Piloten zuverlässige Daten vom Wetterradar erhielten. Wenngleich sie die Richtigkeit dieser Daten anfangs anzweifelten, wurde ihnen zunehmend die Schwere der meteorologischen Lage bewusst. Um 12:54:15 Uhr äußerte der Erste Offizier, dass er die Landebahn sehen könne, etwa 20 Sekunden später sichtete auch der Flugkapitän die Landebahn. Er schaltete schließlich um 12:54:52 den Autopiloten ab, um eine Landung durchzuführen. Die Maschine befand sich zu diesem Zeitpunkt 6,4 nautische Meilen (ca. 11,9 Kilometer) von der Landebahn entfernt und bewegte sich mit einer Geschwindigkeit von 210 Knoten (ca. 390 km/h) fort. Die Entscheidung, unter extremen Wetterbedingungen in dieser Flugphase eine Landung zu versuchen, war völlig unangemessen und weist zudem auf ein defizitäres Crew Resource Management hin. Denkbar ist, dass die Besatzung durch die Durchführung des instabilen Hochgeschwindigkeitsanfluges überfordert gewesen und daher nicht in der Lage gewesen war, eine angemessene Entscheidung zu treffen.

### Meteorologische Infrastruktur
Bei dem Wetterphänomen handelte es sich um eine schwere und schnell fortbewegende Böenlinie. Die Flugsicherung in Kinshasa-N'Djili warnte die Besatzung in ihrem letzten Funkspruch um 12:55 Uhr dagegen nicht vor einem signifikanten Wechsel der Windstärke und -richtung. Im Zuge der Unfalluntersuchung wurde bestätigt, dass die Wetterdienste in der Demokratischen Republik Kongo nur eingeschränkte Möglichkeiten zur Beobachtung und Vorhersage des Wetters haben, zumal ein Wetterradar, mithilfe dessen sich schnell fortbewegende, schwere Wetterphänomene entdeckt werden können, nicht vorhanden ist. Trotz der Abwesenheit eines Wetterradars hätte der Flugverkehr vor der herannahenden Böenlinie gewarnt werden müssen, nachdem diese in Sichtweite der Wetterbeobachter am Flughafen gerückt war. Eine entsprechende Warnung unterblieb.

### Abschlussbericht
Im Abschlussbericht gaben die Ermittler als wahrscheinliche Unfallursache die Begegnung der Maschine mit einem microburstartigen Wetterphänomen an. Die Begegnung sei zu einem Zeitpunkt erfolgt, als ein Durchstarten in geringer Höhe versucht wurde. Der schwere Abwind habe eine plötzliche und beträchtliche Veränderung des Nickwinkels bewirkt, die zu einem starken Höhenverlust führte. Aufgrund der geringen Flughöhe sei es den Piloten nicht möglich gewesen, die Maschine abzufangen.